# سام رايدر
سام رايدر ( مواليد 1989) هو مغني بريطاني مثل المملكة المتحدة في مسابقة الأغنية الأوروبية لعام 2022.

## روابط خارجية
- سام رايدر على موقع IMDb (الإنجليزية)
- سام رايدر على موقع ميوزك برينز (الإنجليزية)
- سام رايدر على موقع أول ميوزيك (الإنجليزية)
- سام رايدر على موقع ديسكوغز (الإنجليزية)
- سام رايدر على موقع قاعدة بيانات الفيلم (الإنجليزية)